# Atlamajalcingo del Monte
Atlamajalcingo del Monte, é uma cidade do estado de Guerrero, no México.